# رودريغو إسماعيل
رودريغو إسماعيل (بالإسبانية: Rodrigo Esmail)‏ هو لاعب كرة قدم أرجنتيني في مركز الدفاع، ولد في 8 أغسطس 1995 في بوينس آيرس في الأرجنتين. لعب مع Cerro Largo F.C. ‏.

## وصلات خارجية
- رودريغو إسماعيل على موقع قاعدة بيانات كرة القدم.إي يو (الإنجليزية)
- رودريغو إسماعيل على موقع Soccerway.com (الإنجليزية)